# Вулька-Конопна
Вулька-Конопна (пол. Wólka Konopna) — село в Польщі, у гміні Тшебешув Луківського повіту Люблінського воєводства.
Населення — 155 осіб (2011).
У 1975-1998 роках село належало до Седлецького воєводства.

## Демографія
Демографічна структура станом на 31 березня 2011 року:
|          | Загалом | Допрацездатний вік | Працездатний вік | Постпрацездатний вік |
| -------- | ------- | ------------------ | ---------------- | -------------------- |
| Чоловіки | 84      | 14                 | 56               | 14                   |
| Жінки    | 71      | 16                 | 32               | 23                   |
| Разом    | 155     | 30                 | 88               | 37                   |